# Flagge der Turks- und Caicosinseln
Die Flagge der Turks- und Caicosinseln basiert wie viele Flaggen der Britischen Überseegebiete auf der Blue Ensign und weist damit auf die Abhängigkeit von Großbritannien hin.
Das Emblem im Flugteil der Flagge ist dem Wappen der Turks- und Caicosinseln entnommen und zeigt auf einem ockergelben Schild die Schale einer Flügelschnecke, einen Hummer und einen Kaktus.
Die Flagge wurde am 7. November 1968 offiziell angenommen. Zuvor war seit dem 19. Jahrhundert eine Blue Ensign mit dem alten Badge der Kolonie in Gebrauch. Das kreisrunde Badge zeigte eine Küstenszene mit einem Segelschiff und einem Salinenarbeiter.

Wappen der Turks- und Caicosinseln
Handelsflagge
Union Jack des Gouverneurs
alte Flagge (bis 1968)